# Larymna (Ortsgemeinschaft)
Larymna (griechisch Λάρυμνα (f. sg.)) ist eine Ortsgemeinschaft im Gemeindebezirk Opoundia der Gemeinde Lokri. Es ging aus der 1840 anerkannten Stadtgemeinde (dimos) gleichen Namens hervor, die 1912 durch Ausgründungen zahlreicher Dörfer zur Landgemeinde (kinotita) herabgestuft wurde und 1997 nach Opoundia eingemeindet wurde, mit dem es 2011 in der neuen Gemeinde Lokri aufging. Hier hat es den Status einer Dimotiki Kinotita, zu der neben dem Dorf selbst (776 Einwohner) die Siedlungen Lagonisi (Λαγονήσι, 20 Ew.) und Metallia (Μεταλλεία, 405 Ew.) gehören.